# Ulica Juliusza Słowackiego w Radomiu
Ulica Juliusza Słowackiego – jedna z głównych arterii Radomia. Powstawała stopniowo wraz z włączaniem poszczególnych wsi do granic administracyjnych miasta. Jest jedną z najdłuższych ulic Radomia a znaczny jej odcinek stanowi drogę krajową nr 9 oraz trasę europejska E371.

## Komunikacja
Ulicą na poszczególnych odcinkach kursują autobusy linii: 2, 4, 5, 11, 14, 15, 19, 24 i 27.

## Zabudowa
Ulica jest zabudowana głównie domami jednorodzinnymi. Rzadziej zdarzają się niewielkie kamienice mieszkalne, biurowe i użyteczności publicznej. 

### Rejestr zabytków
W rejestrze zabytków Narodowego Instytutu Dziedzictwa znajdują się poniższe obiekty:
- kościół Najświętszego Serca Jezusowego, 1931–51
- kapliczka św. Rocha, 1893
- budynek dyrekcji ZNTK i budynek straży przemysłowej, koniec XIX w.
- nr 9 – kamienica, XIX w.
- nr 17 – dom, XIX/XX w.
- nr 19 – dom, 1899
- nr 25 – kamienica, koniec XIX w.
- nr 33 – dom, pocz. XX w.
- nr 102 – wieża ciśnień i budynek mieszkalny, 1926

### Gminna ewidencja zabytków
Do gminnej ewidencji zabytków miasta Radomia, oprócz obiektów z rejestru zabytków, wpisane są także obiekty:
- nr 1 – dom murowany, koniec XIX w.
- nr 3 – dom murowany, koniec XIX w.
- nr 4 – dom murowany, koniec XIX w.
- nr 6 – dawna Szkoła Kolei Państwowych, murowana, pocz. XX w.
- nr 7 – dawny pałacyk, murowany, koniec XIX w.
- nr 8 – dom murowany, XIX/XX w.
- nr 10 – dom murowany, XIX/XX w.
- nr 11 – dom murowany, koniec XIX w.
- nr 12 – dom murowany, pocz. XX w.
- nr 14 – dom murowany, pocz. XX w.
- nr 18 – dom murowany, pocz. XX w.
- nr 19 – dom murowany, koniec XIX w.
- nr 20 – dom murowany, 20 pocz. XX w.
- nr 21 – dom murowany, pocz. XX w.
- nr 22 – dom murowany, pocz. XX w.
- nr 24 – dom murowany, pocz. XX w.
- nr 25 – dom murowany, pocz. XX w.
- nr 33 – dom murowany, pocz. XX w.
- nr 33a – dawna kaplica Kościoła Polsko-Katolickiego, murowana, pocz. XX w.
- nr 35 – dom murowany, pocz. XX w.
- nr 41 – dom murowany, lata 20. XX w.
- nr 43 – dom murowany, pocz. XX w.
- nr 45 – dom murowany, lata 20. XX w.
- nr 47 – dom murowany, lata 20. XX w.
- nr 48 – dom murowany, pocz. XX w.
- nr 50 – dom murowany, pocz. XX w.
- nr 57 – dom murowany, lata 30. XX w.
- nr 61 – dom murowany, pocz. XX w.
- nr 69 – dom murowany, lata 20. XX w.
- nr 70 – dom murowany, lata 20. XX w.
- nr 72 – dom murowany, lata 20. XX w.
- nr 87 – dom murowany, lata 20. XX w.
- nr 97 – dom murowany, lata 20. XX w.
- nr 99 – dom murowany, lata 20. XX w.
- nr 101 – dom murowany, lata 20. XX w.
- nr 103/105 – dom murowany, lata 20. XX w.
- nr 104 – dom murowany, lata 20. XX w.
- nr 106 – dom murowany, lata 30. XX w.
- nr 107 – dom murowany, lata 20. XX w.
- nr 109 – dom murowany, lata 20. XX w.
- nr 111 – dom murowany, lata 20. XX w.
- nr 115 / ul. Tadeuszowska – dom murowany, lata 30. XX w.
- nr 120 – dom murowany, lata 20. XX w.
- nr 124 – dom murowany, lata 20. XX w.
- nr 125 – dom drewniany, lata 20. XX w.
- nr 129 / ul. Kwiatowa – dom drewniany, lata 30. XX w.
- nr 131 – dom drewniany, lata 30. XX w.
- nr 137 – dom murowany, lata 20. XX w.
- nr 161 – dom drewniany, lata 30. XX w.
- nr 166 – dom murowany, lata 20. XX w.
- nr 189 – dom murowany, lata 20. XX w.
- nr 195 – krzyż przydrożny, 1905
- Słowackiego / Skaryszewska – krzyż przydrożny, około 1908